# Пурамунитур
Пурамунитур (Пура-Мунит, Пура-Мунит-Ур, Пурминский камень) — гора высотой в 1075 метра на границе Свердловской области и Республики Коми, входит в состав хребта Поясовый Камень. На горе расположены скалы-останцы.

## Географическое положение
Гора Пурамунитур расположена на границе Ивдельского городского округа Свердловской области и Троицко-Печорского района Республики Коми, в составе хребта Поясовый Камень, в 22 километрах к югу от горы Отортен. Гора высотой в 1075 метров и с коэффициентом сложности — 1А. Гора расположена в 1 километре к северо-востоку от горы Саклаимсоричахл.

## Описание
«Пурминский камень (Поримонгит-Ур, 3440 ф.) покрыт громадными скалами (Г. Н. Кирилин, 1914)».
На юго-западном склоне горы расположен снежник из которого берёт начало один из истоков реки Пурма.

## Топоним
По мнению А. К. Матвеева, название горы имеет мансийское происхождение, где «-мунит-» означает «скала-останец», «-ур» — «гора, возвышенность», а этимология элемента «пура-» неясна. Матвеев приводит три версии его происхождения:
1. От гидронима Пурма с выпадением «м» из-за сложности произношения в сочетании «пурма-мунит». В пользу этой версии использование названия Пурминский камень в изданиях начала XX века, в частности, в статьях геолога Е. С. Федорова в «Горном журнале», в многотомнике «Россия» (том V, «Урал и Приуралье») и на «Карте Урала и Приуралья» 1923 года.
2. От мансийского пори — «поперечный», что отражает форму горы, вытянутую поперёк Уральского хребта. В пользу этой версии фиксация названия горы на картах середины XIX века (Э. К. Гофмана, М. А. Ковальского, Д. Ф. Юрьева) как Поримонгит-урр, Порре-Монгит-Ур, Пурре-Монгит; однако она может быть неточной или отражать изменение произношения за прошедшие с той поры годы. Матвеев также считает возможным постепенное сближение в названии горы первоначального «пори-» с гидронимом Пурма под действием народной этимологии.
3. От мансийского пури — «жертва», «пир», что даёт значение «Гора жертвенных (пиршественных) скал»[1].